# ヒゲイノシシ
ヒゲイノシシ (学名:Sus barbatus)は鯨偶蹄目イノシシ科に属する種である。
長いあごひげが特徴で、尻尾が房状になっている個体も見られる。
東南アジアのスマトラ島やボルネオ島、マレー半島およびスールー諸島などその周辺の島々の熱帯雨林やマングローブに生息している。家族で生活し、生後18カ月から繁殖が可能となり、イノシシ科の他種との交雑種が見られることもある。

## 亜種
現在、2種類の亜種が確認されている。
- S. b. barbatus
- S. b. oi

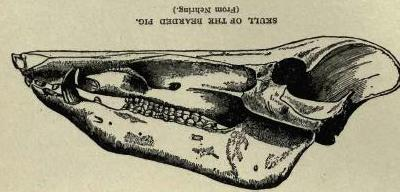
ヒゲイノシシの頭蓋骨

ボルネオ島に生息する個体は主に原名亜種のヒゲイノシシ(S. b. barbatus)と呼ばれ、スマトラ島に生息する個体はニシヒゲイノシシ(S. b. oi)と呼ばれている。マレー半島に生息する個体はかつてはニシヒゲイノシシであると考えられていたが、遺伝学的な研究により、ボルネオ島に生息する個体と同種であるとされるようになった。 バンカ島では2亜種の中間種が生息している。
パラワンヒゲイノシシはかつてヒゲイノシシの亜種として分類されていたが、遺伝学的かつ形態学的に別種であることが示され、系統学的種概念の下で１つの種とされるようになった。ただし、系統学的種概念は他の種の概念よりその明確さに欠けるため、別種とするためにさらに情報が必要とされている。

## 飼育されている動物園
- サンディエゴ動物園[4]
- ロンドン動物園
- ベルリン動物園
- キャピタル・オブ・テキサス動物園

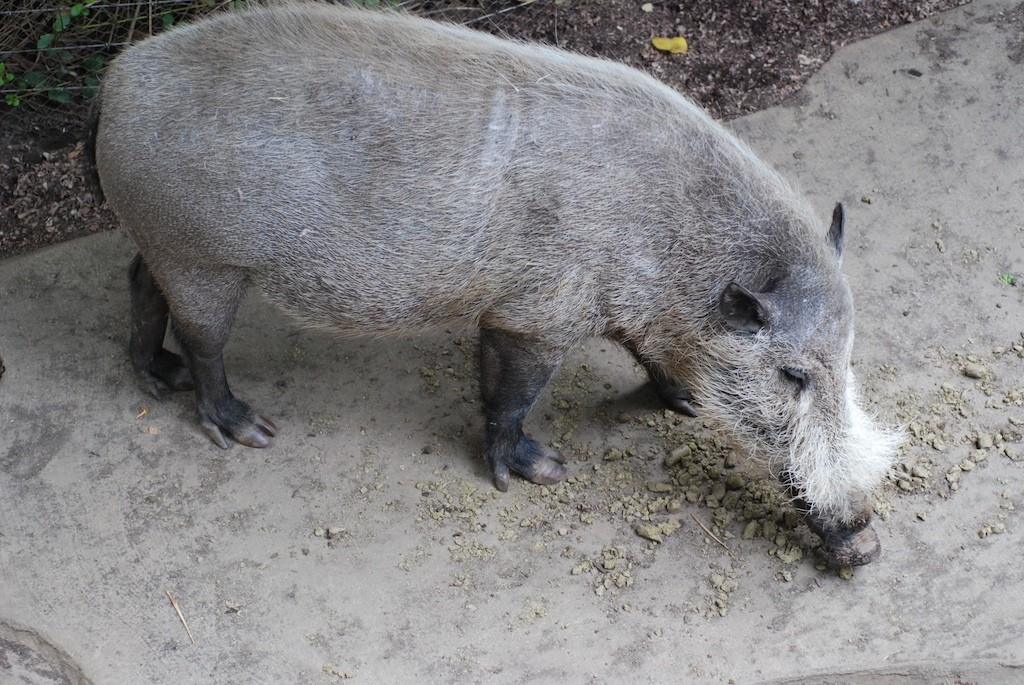
サンディエゴ動物園で飼育されているヒゲイノシシ。

- グラディス・ポーター動物園（英語版）[5]
- タイピン動物園（英語版）
- シンガポール動物園
- マレーシア国立動物園（英語版）

### かつて飼育されていた動物園

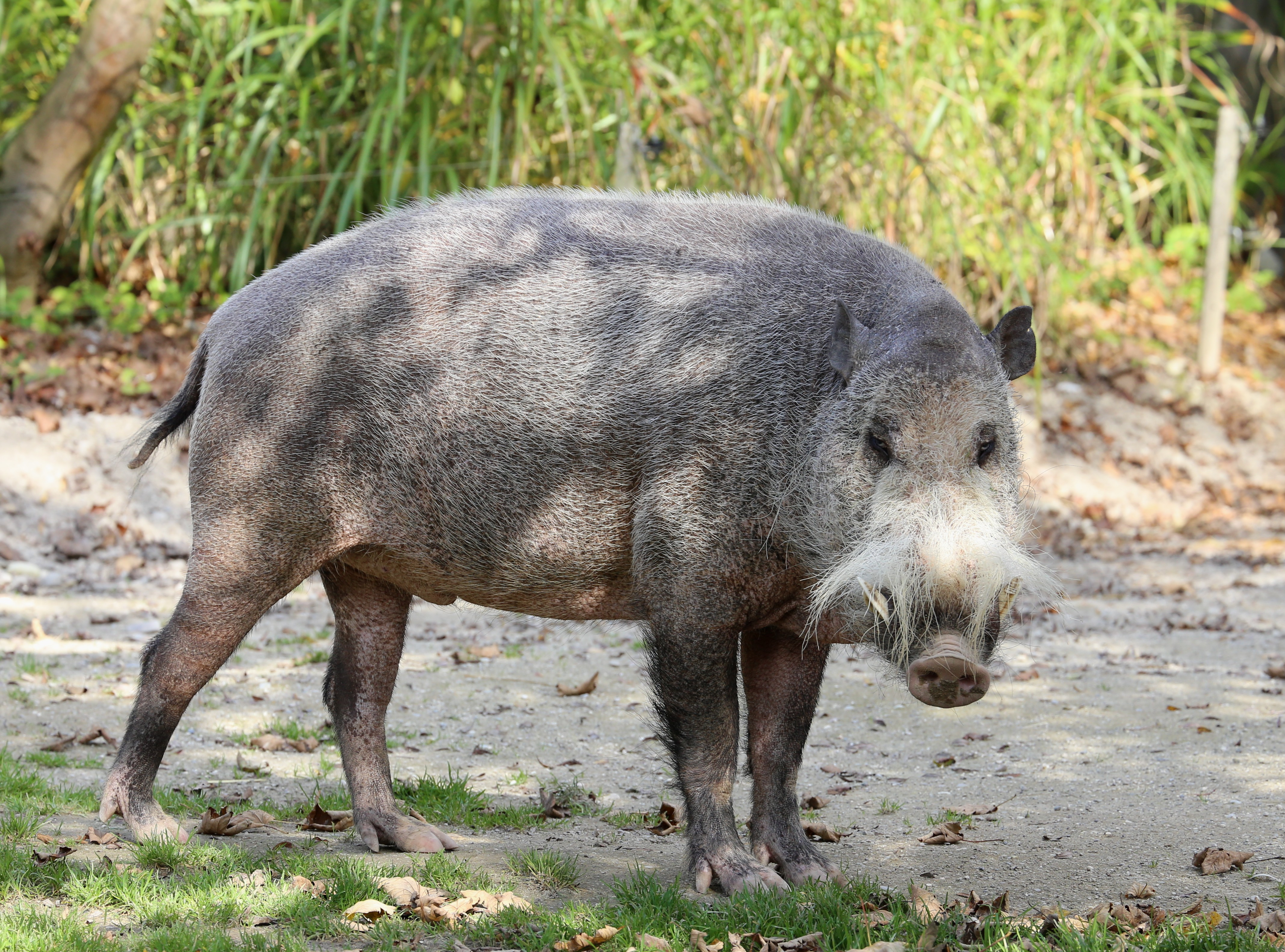
ドイツミュンヘンのヘラブルン動物園で飼育されていたヒゲイノシシ。

- ヘラブルン動物園（英語版）[6][7]
- サウスウィックズ動物園（英語版）[8]